# Qualea calantha
Qualea calantha es una especie de planta con flor en la familia de las Vochysiaceae. Es endémica de Perú, donde se encuentra en selva amazónica peruana en el departamento de Loreto.

## Taxonomía
Qualea calantha fue descrita por Robert Knud Friedrich Pilger y publicado en Notizblatt des Botanischen Gartens und Museums zu Berlin-Dahlem 11: 297, en el año 1931.